# Équipe d'Algérie masculine de handball au Championnat d'Afrique 2010
L'équipe d'Algérie handball au championnat d'Afrique 2010 participe à ses 19e Championnat d'Afrique lors de cette édition 2010 qui se tient en Égypte du 10 au 21 février 2010.

## Matchs de préparation
| No | Date             | Lieu                           | Adversaire      | Score     | Compétition  | Événement         | Buteurs pour l'Algerie |
| -- | ---------------- | ------------------------------ | --------------- | --------- | ------------ | ----------------- | ---------------------- |
| 1  | 13 août 2009     | Halle polyvalente, Istres      | Grande-Bretagne | G 29 - 19 | Match amical | Tournoi d’Istres  |                        |
| 2  | 14 août 2009     | Halle polyvalente, Istres      | Japon           | -         | Match amical | Tournoi d’Istres  |                        |
| 3  | 16 novembre 2009 | salle 7 novembre, Sfax         | Tunisie         | G 29 - 21 | Match amical |                   |                        |
| 4  | 17 novembre 2009 | salle de Chihia, Sfax          | Tunisie         | P 24 - 29 | Match amical |                   |                        |
| 5  | 24 novembre 2009 | , Frontignan                   | Corée du Sud    | G 27 - 23 | Match amical |                   |                        |
| 6  | 7 janvier 2010   | , Vitry-sur-Seine              | Rép. tchèque    | N 24 - 24 | Match amical | challenge Marrane |                        |
| 7  | 10 janvier 2010  | Gymnase Auguste-Delaune, Paris | Qatar           | G 28 - 24 | Match amical | challenge Marrane |                        |

## Résultats

### Phase de groupe
|   | Équipe        | Pts | J | G | N | P | Bp | Bc | Diff |
| - | ------------- | --- | - | - | - | - | -- | -- | ---- |
| 1 | Algérie       | 6   | 3 | 3 | 0 | 0 | 95 | 40 | 55   |
| 2 | Maroc         | 4   | 3 | 2 | 0 | 1 | 75 | 82 | -7   |
| 3 | Congo         | 2   | 3 | 1 | 0 | 2 | 59 | 78 | -19  |
| 4 | Côte d'Ivoire | 0   | 3 | 0 | 0 | 3 | 54 | 83 | -29  |

| 11 février 2010 15h00 UTC+2 | Côte d'Ivoire | 11-29 | Algérie | Middle Hall, Le Caire |
| 11 février 2010 15h00 UTC+2 | (4-17)        |       |         | Middle Hall, Le Caire |
| 11 février 2010 15h00 UTC+2 | Rapport       |       |         | Middle Hall, Le Caire |

| 12 février 2010 14h00 UTC+2 | Algérie | 31-13 | Congo | Middle Hall, Le Caire |
| 12 février 2010 14h00 UTC+2 | (17-05) |       |       | Middle Hall, Le Caire |
| 12 février 2010 14h00 UTC+2 | Rapport |       |       | Middle Hall, Le Caire |

| 13 février 2010 16h00 UTC+2 | Maroc   | 16-35 | Algérie | Middle Hall, Le Caire |
| 13 février 2010 16h00 UTC+2 | (10-15) |       |         | Middle Hall, Le Caire |
| 13 février 2010 16h00 UTC+2 | Rapport |       |         | Middle Hall, Le Caire |

## Tour principal
|   | Équipe  | Pts | J | G | N | P | Bp | Bc | Diff |
| - | ------- | --- | - | - | - | - | -- | -- | ---- |
| 1 | Tunisie | 3   | 2 | 1 | 1 | 0 | 54 | 42 | 12   |
| 2 | Algérie | 3   | 2 | 1 | 1 | 0 | 47 | 40 | 7    |
| 3 | Angola  | 0   | 2 | 0 | 0 | 2 | 40 | 59 | -19  |

| 16 février 2010 16h00 UTC+2 | Angola  | 19-26 | Algérie | Cairo Main Hall, Le Caire |
| 16 février 2010 16h00 UTC+2 | (11-12) |       |         | Cairo Main Hall, Le Caire |
| 16 février 2010 16h00 UTC+2 | Rapport |       |         | Cairo Main Hall, Le Caire |

| 17 février 2010 18h00 UTC+2 | Algérie | 21-21  | Tunisie | Cairo Main Hall, Le Caire |
| 17 février 2010 18h00 UTC+2 | Slahdji (GB), Chehbour Omar (3), Cheikh, Berkous (8), Boudrali, Labane (2), Boultif (1), Chehbour Riad, Soudani (2), Berriah (1), Hammad (1), Lyadi (2), Hadef (1). | (7-11) |         | Cairo Main Hall, Le Caire |
| 17 février 2010 18h00 UTC+2 | Report |        |         | Cairo Main Hall, Le Caire |

## Phase finale
|  | Demi-finales               | Demi-finales               |                        |    | Finale                     | Finale                     |
|  | Demi-finales               | Demi-finales               |                        |    | Finale                     | Finale                     |
|  |                            |                            |                        |    |                            |                            |
|  | 19 février 2010 – Le Caire | 19 février 2010 – Le Caire |                        |    | 19 février 2010 – Le Caire | 19 février 2010 – Le Caire |
|  | 19 février 2010 – Le Caire | 19 février 2010 – Le Caire |                        |    | 19 février 2010 – Le Caire | 19 février 2010 – Le Caire |
|  | Tunisie                    | 37                         |                        |    | 19 février 2010 – Le Caire | 19 février 2010 – Le Caire |
|  | Tunisie                    | 37                         |                        |    | 19 février 2010 – Le Caire | 19 février 2010 – Le Caire |
|  | RD Congo                   | 22                         |                        |    | 19 février 2010 – Le Caire | 19 février 2010 – Le Caire |
|  | RD Congo                   | 22                         | Tunisie                | 24 |                            |                            |
|  | 19 février 2010 – Le Caire |                            | Tunisie                | 24 |                            |                            |
|  |                            | Égypte                     | 21                     |    |                            |                            |
|  | Égypte                     | Égypte                     | 21                     | 26 |                            |                            |
|  | Égypte                     |                            |                        | 26 |                            |                            |
|  | Algérie                    | 24                         |                        |    |                            |                            |
|  | Algérie                    | 24                         | Match pour la 3e place |    |                            |                            |
|  |                            |                            |                        |    |                            |                            |
|  | 19 février 2010 – Le Caire |                            |                        |    |                            |                            |
|  |                            |                            |                        |    |                            |                            |
|  | RD Congo                   | 22                         |                        |    |                            |                            |
|  | RD Congo                   | 22                         |                        |    |                            |                            |
|  | Algérie                    | 30                         |                        |    |                            |                            |
|  | Algérie                    | 30                         |                        |    |                            |                            |

### Demi-finale
| 19 février 2010 19h30 UTC+2 | Égypte  | 26-24 | Algérie | Cairo Main Hall, Le Caire |
| 19 février 2010 19h30 UTC+2 | (11-13) |       |         | Cairo Main Hall, Le Caire |
| 19 février 2010 19h30 UTC+2 | Rapport |       |         | Cairo Main Hall, Le Caire |

### Match pour la3eplace
| 20 février 2010 14h30 UTC+2 | RD Congo | 22-30 | Algérie | Cairo Main Hall, Le Caire |
| 20 février 2010 14h30 UTC+2 | (10-15)  |       |         | Cairo Main Hall, Le Caire |
| 20 février 2010 14h30 UTC+2 | Rapport  |       |         | Cairo Main Hall, Le Caire |

## Effectif
- Effectif de l'Équipe d'Algérie pour le Championnat d'Afrique des nations 2010 [1]

| Sélectionneur | Sélectionneur       | Salah Bouchekriou | Salah Bouchekriou | Salah Bouchekriou   |
| N°            | Nom                 | Date de naissance | Taille / Poids    | Club                |
| Gardiens      |                     |                   |                   |                     |
| 12            | Samir Kerbouche     | 16 décembre 1978  | 1,88 m / 93 kg    | CRB Baraki          |
| 22            | Abdelmalek Slahdji  | 8 août 1983       | 1,90 m / 88 kg    | GS Pétroliers       |
| 1             | Hichem Feligha      |                   |                   | GS Pétroliers       |
| Ailiers       |                     |                   |                   |                     |
| 3             | Riad Chehbour       | 28 juillet 1985   | 1,85 m / 87 kg    | GS Pétroliers       |
| 5             | Salah Eddine Cheikh | 24 février 1983   | 1,86 m / 95 kg    | HBC El Biar         |
| 15            | Rabah Soudani       | 8 avril 1985      | 1,90 m / 92 kg    | USM Saran           |
| 19            | Messaoud Layadi     | 24 mars 1982      | 1, m / kg         | CRB Baraki          |
| Demi-centres  |                     |                   |                   |                     |
| 4             | Sassi Boultif       | 9 janvier 1983    | 1,85 m / 87 kg    | Istres OPH          |
| 2             | Lamine Sahli        |                   |                   | GS Pétroliers       |
| Arrières      |                     |                   |                   |                     |
| 6             | Messaoud Berkous    | 20 juillet 1989   | 1,94 m / 90 kg    | GS Pétroliers       |
| 21            | Said Hadef          |                   | 1, m / kg         | GS Pétroliers       |
| 13            | Omar Chehbour       | 4 juin 1984       | 1,85 m / 90 kg    | GS Pétroliers       |
| 8             | Tahar Labane        | 2 juillet 1977    | 1,90 m / 85 kg    | Pays d'Aix handball |
| 17            | Abderrahim Berriah  | 19 janvier 1988   | 1,95 m / 95 kg    | ES Sahel            |
| Pivots        |                     |                   |                   |                     |
| 18            | Abdérazak Hamad     | 25 juin 1975      | 1,87 m / 88 kg    | Pays d'Aix handball |
| 7             | Hichem Boudrali     | 29 octobre 1979   | 1,88 m / 82 kg    | GS Pétroliers       |

## Récompenses
Parmi les joueurs figurant dans l'équipe type désignée par la Confédération Africaine de Handball, on trouve trois joueurs algériens :
- Meilleur gardien :  Abdelmalek Slahdji
- Meilleur ailier gauche :  Messaoud Layadi
- Meilleur arrière gauche :  Messaoud Berkous

## Navigation